# قارچ
 سماروغ یا قارچ گروهی از جانداران یوکاریوت هستند که شامل ریزاندامگانی مانند مخمرها، و موجودات پرسلولی مثل کپک‌ها و قارچ‌های چتری می‌شوند. این موجودات در فرمانرو قارچ‌ها طبقه‌بندی می‌شوند که گروهی جدا از دو فرمانروی بزرگ جانوران و گیاهان است. در دیوارهٔ یاخته‌های قارچ‌ها ماده ای به نام کیتین وجود دارد. این موجودات توان فتوسنتز ندارند. نام دیگر قارچ در فارسی سَماروغ بوده‌است. مردم عادی به آن «کلاه دیوان» و «چتر مار» هم می‌گویند.
قارچ‌ها همگی دگرپرورده (هتروتروف یا دگرخوار) بوده و برای رشد و تکثیر به ترکیبات آلی برای دریافت انرژی و کربن دی‌اکسید نیاز دارند. قارچ‌ها هوازی یا ناهوازی اختیاری هستند. اکثر قارچ‌ها گندروی (ساپروفیت) بوده، در خاک و آب به سر می‌برند و در این نواحی، بقایای گیاهی و جانوری را تجزیه می‌کنند. قارچ‌ها مانند برخی از باکتری‌ها در تجزیهٔ مواد و گردش عناصر در طبیعت دخالت دارند. علم مطالعهٔ قارچ‌ها را قارچ‌شناسی نامیده و علم مطالعهٔ قارچ‌های انگل برای انسان را قارچ‌شناسی پزشکی گویند (این انگل‌ها بیماری‌های زیادی به وجود می‌آورند). نقشی کلیدی در اکوسیستم دارند.
قارچ‌ها تأثیرهای زیاد و متفاوتی در طبیعت دارند. گونه‌ای از قارچ‌ها با تخمیر انگور آن را تبدیل به شراب می‌کند. گونه‌ای دیگر انگورها را بر روی تاک می‌کُشد. گونه‌ای دیگر باعث سیاه شدن رنگ کاشی‌های حمام می‌شود و گونه‌های دیگر قارچ، باعث ایجاد یا درمان بیماری می‌شوند یا باعث پوسیدگی چوب یا رویش دوبارهٔ ریشهٔ گیاه می‌شوند. قارچ‌ها برخلاف گیاهان نمی‌توانند خوراک خود را تولید کنند؛ بنابراین برای ادامهٔ زندگی ناچارند مصرف‌کننده باشند (هتروتروف).

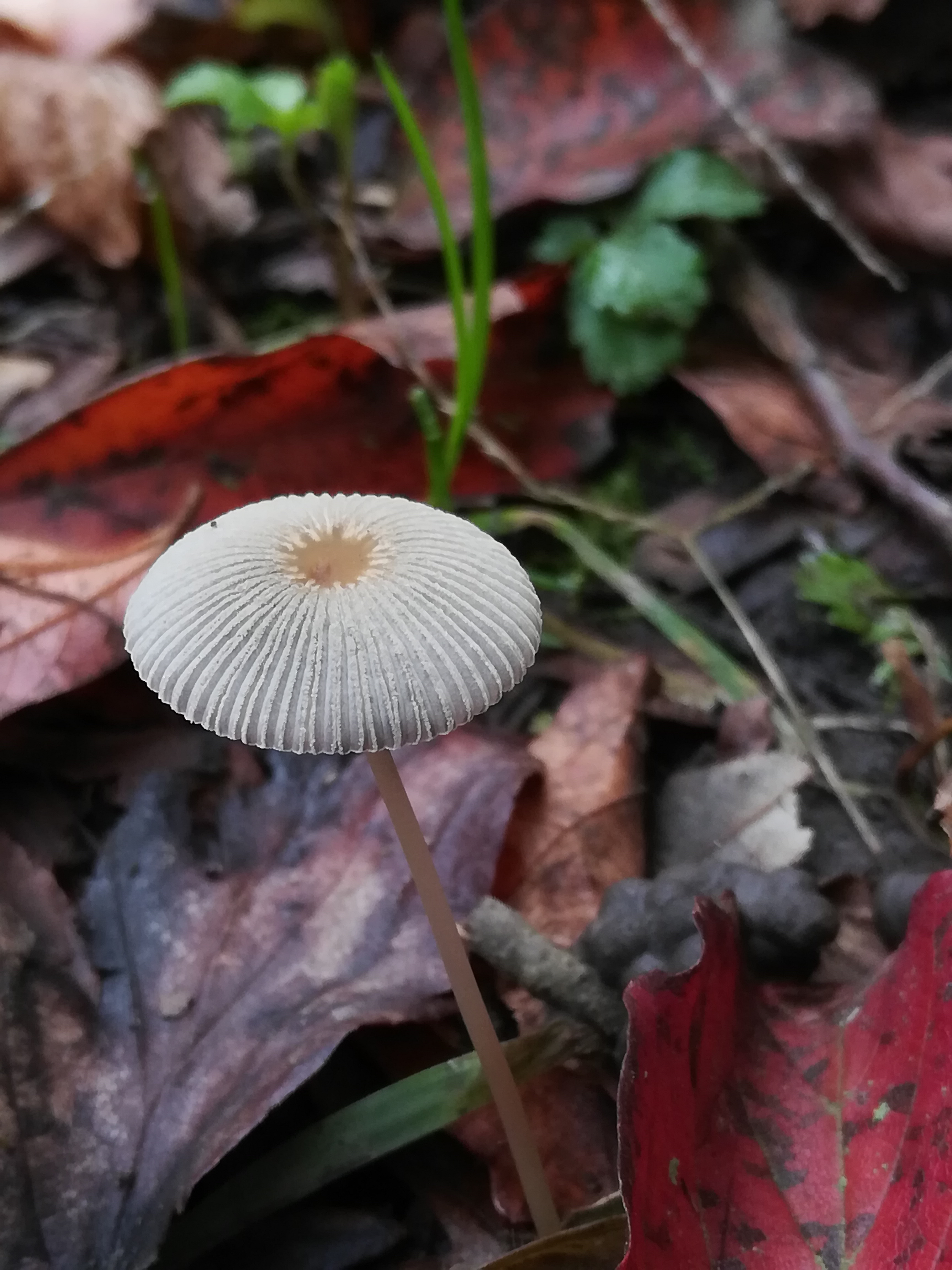
یک نمونه قارچ چتری سفید

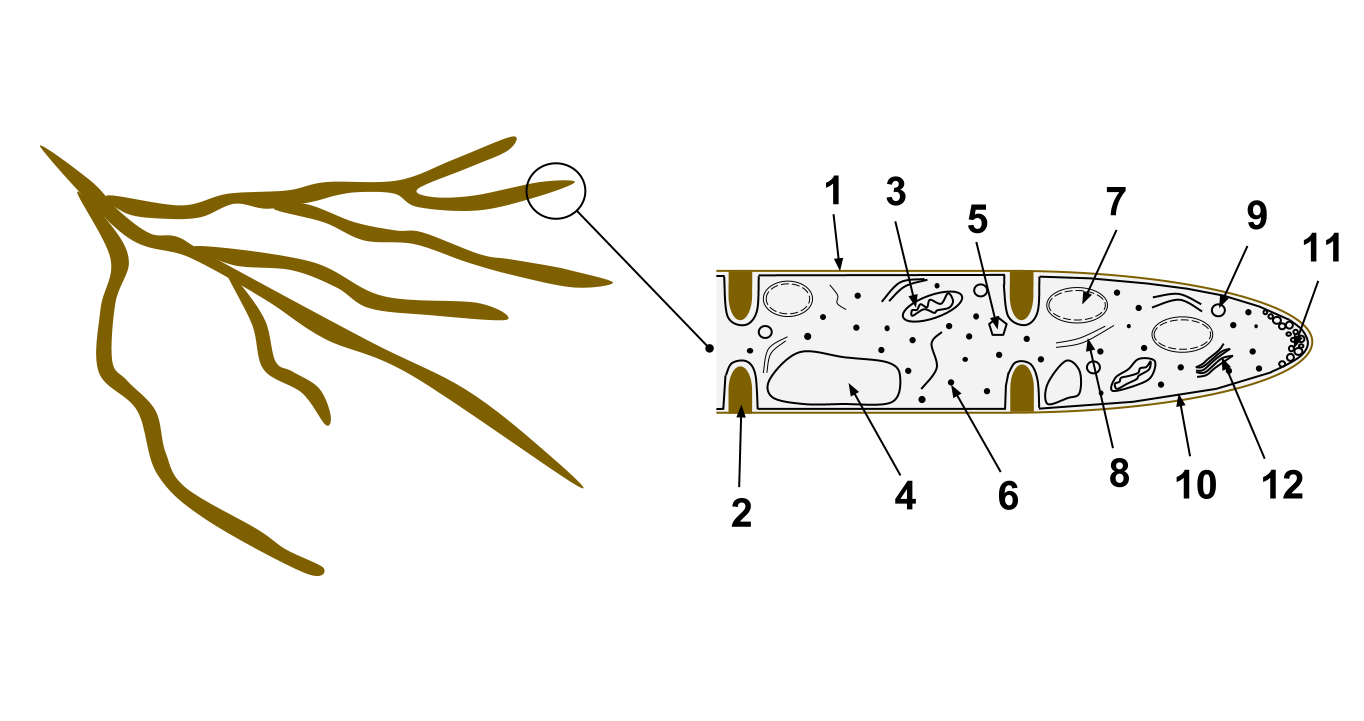
ساختار سلول‌های ریسه قارچ: ۱- دیواره هایفال ۲- اسپتوم ۳- میتوکندری ۴- کریچه ۵- کریستال ارگوسترول ۶- ریبوزوم ۷- هسته سلول ۸- شبکه آندوپلاسمی ۹- لیپید ۱۰- غشای سلولی ۱۱- اسپیتزنکورپر Spitzenkörper ۱۲- دستگاه گلژی

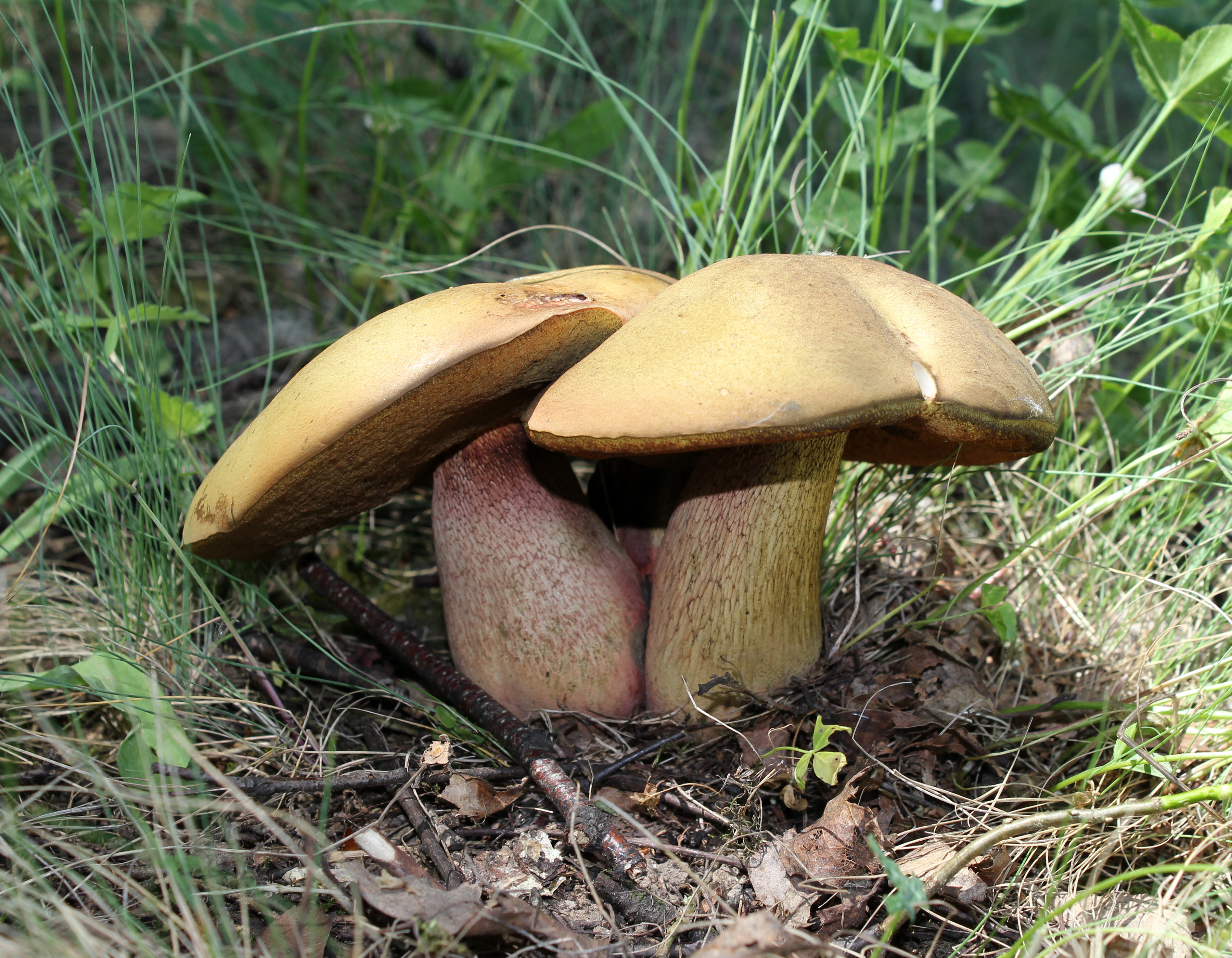
قارچ‌های کلاه‌دار

## نام شناسی

### ریشه‌شناسی
سَماروغ (Samarugh): قدیمی‌ترین نام ثبت‌شده برای قارچ در متون فارسی، از زبان پهلوی گرفته شده و در آثار تاریخی مانند «ذخیره خوارزمشاهی» (قرن ۶ هجری) به کار رفته است. این واژه هنوز در برخی گویش‌های محلی ایران استفاده می‌شود. 

کلاه دیوان و چتر مار: نام‌های عامیانه‌ای که به شکل ظاهری قارچ‌های چتری اشاره دارند. این اسامی در فرهنگ عامه برای توصیف قارچ‌های سمی یا توهم‌زا به کار می‌روند. 

کپک (Kapak): برای قارچ‌های ریز و رشته‌ای مانند آسپرژیلوس استفاده می‌شود. این واژه در متون قدیمی مانند «قانون ابن سینا» برای توصیف کپک‌های نان و میوه به کار رفته است.

## دسته‌بندی
بیش از ۱۲۰ هزار نوع قارچ وجود دارد که بعضی از آن‌ها سمی‌اند و قارچ‌زهر تولید می‌کنند. برخی دیگر خوردنی هستند. رنگ، شکل و اندازهٔ قارچ‌ها می‌تواند گوناگونی زیادی داشته باشد. سلسهٔ قارچ به دو شاخهٔ قارچ‌های کاذب و قارچ‌های حقیقی تقسیم‌بندی می‌شوند. قارچ‌های حقیقی خود به پنج زیر شاخه تقسیم می‌شوند که عبارتند از: ماستیگومایکوتا، زیگومایکوتا، آسکومایکوتا، بازیدیومایکوتا و دئوترومایست.
بعضی از قارچ‌ها با تثبیت نیتروژن به گیاهان کمک می‌کنند و بعضی دیگر به خاطر داشتن این ویژگی با گیاهان به‌طور همزیست زندگی می‌کنند.
کپک عنوانی کلی‌است که به همهٔ گونه‌های قارچ‌های ذره‌بینی که به صورت رشته‌های چند سلولی رشد می‌کنند اطلاق می‌شود.
قارچ‌ها انواع خوراکی نیز دارند که از زیرشاخه قارچ‌های چتری هستند. قارچ‌های خوراکی از لحاظ نوع تغذیه‌شان به دو دستهٔ تجزیه‌کننده‌های اولیه و تجزیه‌کننده‌های ثانویه تقسیم می‌شوند. تجزیه‌کننده‌های اولیه به دسته‌ای از قارچ‌ها اطلاق می‌گردد که توانایی تجزیهٔ سلولز و بقایای مردهٔ گیاهی را دارند؛ اما تجزیه‌کننده‌های ثانویه برای رشد و تغذیه به محیطی احتیاج دارند که قبلاً توسط ریزسازوارهها (میکروب‌ها) تجزیه شده باشند.
طبق طبقه‌بندی فوق قارچهای Agaricus SPP. و Volvariella SPP. در دستهٔ قارچهای تجزیه‌کنندهٔ ثانویه و Polurotus SPP. و (Shitake)Lentinus SPP. در دسته قارچهای تجزیه‌کنندهٔ اولیه قرار می‌گیرند.
قارچ‌های سمی متعددی نیز در طبیعت رویش دارند. تغذیه از این قارچ‌ها منجر به بروز علایم متعدد روانی و جسمی تا مرگ می‌گردد. لازم به ذکراست که قارچ‌های سمی مشابهت نزدیکی با قارچ‌های خوراکی دارند بنابراین درمصرف هرنوع قارچ ناشناخته‌ای نهایت دقت لازم است.
|  | جانوران         |
|  |                 |
|  | قیفی تاژک داران |
|  |                 |

|  | قارچ‌های دیگچه‌ای |
|  |                 |
|  | قارچ‌های تاژکی   |
|  |                 |

|  | قارچ‌های کیسه‌ای |
|  |                |
|  | قارچ‌های چتری   |
|  |                |

|  | قارچ‌های دیگچه‌ای |
|  |                 |
|  | قارچ‌های تاژکی   |
|  |                 |

|  | قارچ‌های کیسه‌ای |
|  |                |
|  | قارچ‌های چتری   |
|  |                |

|  | قارچ‌های دیگچه‌ای |
|  |                 |
|  | قارچ‌های تاژکی   |
|  |                 |

|  | قارچ‌های کیسه‌ای |
|  |                |
|  | قارچ‌های چتری   |
|  |                |

|  | قارچ‌های دیگچه‌ای |
|  |                 |
|  | قارچ‌های تاژکی   |
|  |                 |

|  | قارچ‌های کیسه‌ای |
|  |                |
|  | قارچ‌های چتری   |
|  |                |

|  | قارچ‌های دیگچه‌ای |
|  |                 |
|  | قارچ‌های تاژکی   |
|  |                 |

|  | قارچ‌های کیسه‌ای |
|  |                |
|  | قارچ‌های چتری   |
|  |                |

|  | قارچ‌های دیگچه‌ای |
|  |                 |
|  | قارچ‌های تاژکی   |
|  |                 |

|  | قارچ‌های کیسه‌ای |
|  |                |
|  | قارچ‌های چتری   |
|  |                |

|  | قارچ‌های دیگچه‌ای |
|  |                 |
|  | قارچ‌های تاژکی   |
|  |                 |

|  | قارچ‌های کیسه‌ای |
|  |                |
|  | قارچ‌های چتری   |
|  |                |

|  | قارچ‌های دیگچه‌ای |
|  |                 |
|  | قارچ‌های تاژکی   |
|  |                 |

|  | قارچ‌های کیسه‌ای |
|  |                |
|  | قارچ‌های چتری   |
|  |                |

|  | جانوران         |
|  |                 |
|  | قیفی تاژک داران |
|  |                 |

|  | قارچ‌های دیگچه‌ای |
|  |                 |
|  | قارچ‌های تاژکی   |
|  |                 |

|  | قارچ‌های کیسه‌ای |
|  |                |
|  | قارچ‌های چتری   |
|  |                |

|  | قارچ‌های دیگچه‌ای |
|  |                 |
|  | قارچ‌های تاژکی   |
|  |                 |

|  | قارچ‌های کیسه‌ای |
|  |                |
|  | قارچ‌های چتری   |
|  |                |

|  | قارچ‌های دیگچه‌ای |
|  |                 |
|  | قارچ‌های تاژکی   |
|  |                 |

|  | قارچ‌های کیسه‌ای |
|  |                |
|  | قارچ‌های چتری   |
|  |                |

|  | قارچ‌های دیگچه‌ای |
|  |                 |
|  | قارچ‌های تاژکی   |
|  |                 |

|  | قارچ‌های کیسه‌ای |
|  |                |
|  | قارچ‌های چتری   |
|  |                |

|  | قارچ‌های دیگچه‌ای |
|  |                 |
|  | قارچ‌های تاژکی   |
|  |                 |

|  | قارچ‌های کیسه‌ای |
|  |                |
|  | قارچ‌های چتری   |
|  |                |

|  | قارچ‌های دیگچه‌ای |
|  |                 |
|  | قارچ‌های تاژکی   |
|  |                 |

|  | قارچ‌های کیسه‌ای |
|  |                |
|  | قارچ‌های چتری   |
|  |                |

|  | قارچ‌های دیگچه‌ای |
|  |                 |
|  | قارچ‌های تاژکی   |
|  |                 |

|  | قارچ‌های کیسه‌ای |
|  |                |
|  | قارچ‌های چتری   |
|  |                |

|  | قارچ‌های دیگچه‌ای |
|  |                 |
|  | قارچ‌های تاژکی   |
|  |                 |

|  | قارچ‌های کیسه‌ای |
|  |                |
|  | قارچ‌های چتری   |
|  |                |

|  | جانوران         |
|  |                 |
|  | قیفی تاژک داران |
|  |                 |

|  | قارچ‌های دیگچه‌ای |
|  |                 |
|  | قارچ‌های تاژکی   |
|  |                 |

|  | قارچ‌های کیسه‌ای |
|  |                |
|  | قارچ‌های چتری   |
|  |                |

|  | قارچ‌های دیگچه‌ای |
|  |                 |
|  | قارچ‌های تاژکی   |
|  |                 |

|  | قارچ‌های کیسه‌ای |
|  |                |
|  | قارچ‌های چتری   |
|  |                |

|  | قارچ‌های دیگچه‌ای |
|  |                 |
|  | قارچ‌های تاژکی   |
|  |                 |

|  | قارچ‌های کیسه‌ای |
|  |                |
|  | قارچ‌های چتری   |
|  |                |

|  | قارچ‌های دیگچه‌ای |
|  |                 |
|  | قارچ‌های تاژکی   |
|  |                 |

|  | قارچ‌های کیسه‌ای |
|  |                |
|  | قارچ‌های چتری   |
|  |                |

|  | قارچ‌های دیگچه‌ای |
|  |                 |
|  | قارچ‌های تاژکی   |
|  |                 |

|  | قارچ‌های کیسه‌ای |
|  |                |
|  | قارچ‌های چتری   |
|  |                |

|  | قارچ‌های دیگچه‌ای |
|  |                 |
|  | قارچ‌های تاژکی   |
|  |                 |

|  | قارچ‌های کیسه‌ای |
|  |                |
|  | قارچ‌های چتری   |
|  |                |

|  | قارچ‌های دیگچه‌ای |
|  |                 |
|  | قارچ‌های تاژکی   |
|  |                 |

|  | قارچ‌های کیسه‌ای |
|  |                |
|  | قارچ‌های چتری   |
|  |                |

|  | قارچ‌های دیگچه‌ای |
|  |                 |
|  | قارچ‌های تاژکی   |
|  |                 |

|  | قارچ‌های کیسه‌ای |
|  |                |
|  | قارچ‌های چتری   |
|  |                |

|  | جانوران         |
|  |                 |
|  | قیفی تاژک داران |
|  |                 |

|  | قارچ‌های دیگچه‌ای |
|  |                 |
|  | قارچ‌های تاژکی   |
|  |                 |

|  | قارچ‌های کیسه‌ای |
|  |                |
|  | قارچ‌های چتری   |
|  |                |

|  | قارچ‌های دیگچه‌ای |
|  |                 |
|  | قارچ‌های تاژکی   |
|  |                 |

|  | قارچ‌های کیسه‌ای |
|  |                |
|  | قارچ‌های چتری   |
|  |                |

|  | قارچ‌های دیگچه‌ای |
|  |                 |
|  | قارچ‌های تاژکی   |
|  |                 |

|  | قارچ‌های کیسه‌ای |
|  |                |
|  | قارچ‌های چتری   |
|  |                |

|  | قارچ‌های دیگچه‌ای |
|  |                 |
|  | قارچ‌های تاژکی   |
|  |                 |

|  | قارچ‌های کیسه‌ای |
|  |                |
|  | قارچ‌های چتری   |
|  |                |

|  | قارچ‌های دیگچه‌ای |
|  |                 |
|  | قارچ‌های تاژکی   |
|  |                 |

|  | قارچ‌های کیسه‌ای |
|  |                |
|  | قارچ‌های چتری   |
|  |                |

|  | قارچ‌های دیگچه‌ای |
|  |                 |
|  | قارچ‌های تاژکی   |
|  |                 |

|  | قارچ‌های کیسه‌ای |
|  |                |
|  | قارچ‌های چتری   |
|  |                |

|  | قارچ‌های دیگچه‌ای |
|  |                 |
|  | قارچ‌های تاژکی   |
|  |                 |

|  | قارچ‌های کیسه‌ای |
|  |                |
|  | قارچ‌های چتری   |
|  |                |

|  | قارچ‌های دیگچه‌ای |
|  |                 |
|  | قارچ‌های تاژکی   |
|  |                 |

|  | قارچ‌های کیسه‌ای |
|  |                |
|  | قارچ‌های چتری   |
|  |                |

## خواص دارویی

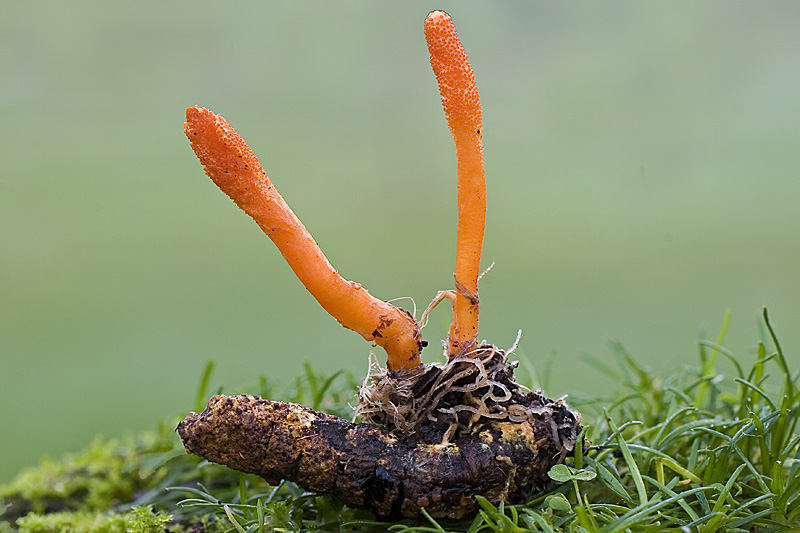
سماروغ یا قارچ

برخی آنتی‌بیوتیکها ازجمله پلوروموتیلین از کشت قارچ تهیه می‌شوند. قارچها همچنین به عنوان مهارکننده آنزیم بکار برده می‌شوند. انواعی از قارچها مانند قارچ‌های سیلوسایبین، خاصیت توهمزایی دارند. امروزه دانش قارچ‌های دارویی از پیشرفت قابل توجهی برخوردار شده‌است و گونه‌های مختلفی از قارچ‌ها به عنوان گونه‌های دارویی معرفی شده و می‌شوند. ترکیبات مؤثر با اثرات گسترده دارویی در قارچ‌ها وجود دارد که از آنها به عنوان ابرازی برای کنترل یا درمان بیماری‌های مختلف استفاده می‌شود. شاید مهم‌ترین و شناخته شده‌ترین داروهای قارچی، آنتی‌بیوتیک‌هایی مانند پنی سیلین و سفالوسپورین و شناخته شده‌ترین قارچ دارویی، Ganoderma باشد.
قارچ پنیسیلیوم نه تنها منبع پنیسیلین است، بلکه اخیراً ترکیبات ضدسرطانی مانند پسیلوسایبین نیز از آن استخراج شده‌اند. این ترکیب در درمان افسردگی مقاوم به دارو مؤثر بوده است [Journal of Clinical Psychiatry, 2023].
تحقیق‌های جدید نشان می‌دهد که قارچ گانودرما لوسیدوم (ریشی) می‌تواند سیستم ایمنی را تقویت کند و حتی در مهار رشد تومورها نقش داشته باشد. آزمایش‌های بالینی در چین و ژاپن نتایج امیدوارکننده‌ای داشته‌اند [Phytomedicine, 2024].

## بیماری‌های قارچی
قارچ‌ها (به خصوص مخمرها) موجب برخی بیماری‌ها در انسان‌ها و حیوانات میشوند.

## انواع چرخه زندگی
سه نوع زندگی در قارچ‌ها دیده می‌شود:
۱: چرخه هاپلوبیونتیک هاپلوئید: در این چرخه میوز در زیگوت انجام می‌شود و اسپورهای هاپلوئید به‌وجود می‌آیند که تولید میسلیوم‌های هاپلوئید می‌کنند و قارچ در تمام مراحل رشد رویشی خود هاپلوئید است. این چرخه در بیشتر آسکومیست‌ها و زیگومیست‌ها دیده می‌شود.
۲: چرخه هاپلوبیونتیک دیپلوئید: در این چرخه میوز گامتانژی است و لذا از تندش سلول تخم میسلیوم‌های دیپلوئید به‌وجود می‌آیند و قارچ در همه مراحل رویشی خود دیپلوئید است. این حالت در اامیست‌ها دیده می‌شود.
۳: چرخه دیپلوبیونتیک: دراین حالت قارچ در دوره زندگی رویشی خود دو نوع ریسه، هاپلوئید و دیپلوئید دارد. از تندش زیگوت، میسلیوم‌های دیپلوئید به‌وجود می‌آیند.
این میسلیوم‌ها تولید گامتانژهایی می‌کنند که میوز در آنها اتفاق می‌افتد و گامت‌های نر و ماده، هاپلوئید تولید می‌شوند.
گامت‌ها جوانه زده و میسلیوم‌های هاپلوئید به‌وجود می‌آورند. این میسلیوم‌ها به روش میتوز گامت‌های نر و ماده به‌وجود می‌آورند که از آمیزش آنها سلول تخم (زیگوت) دیپلوئید ایجاد می‌شوند.
چرخه دیپلوبیونتیک در قارچ‌های جنس Allomyces از راسته Blastocladiales دیده می‌شود.

## نگارخانه

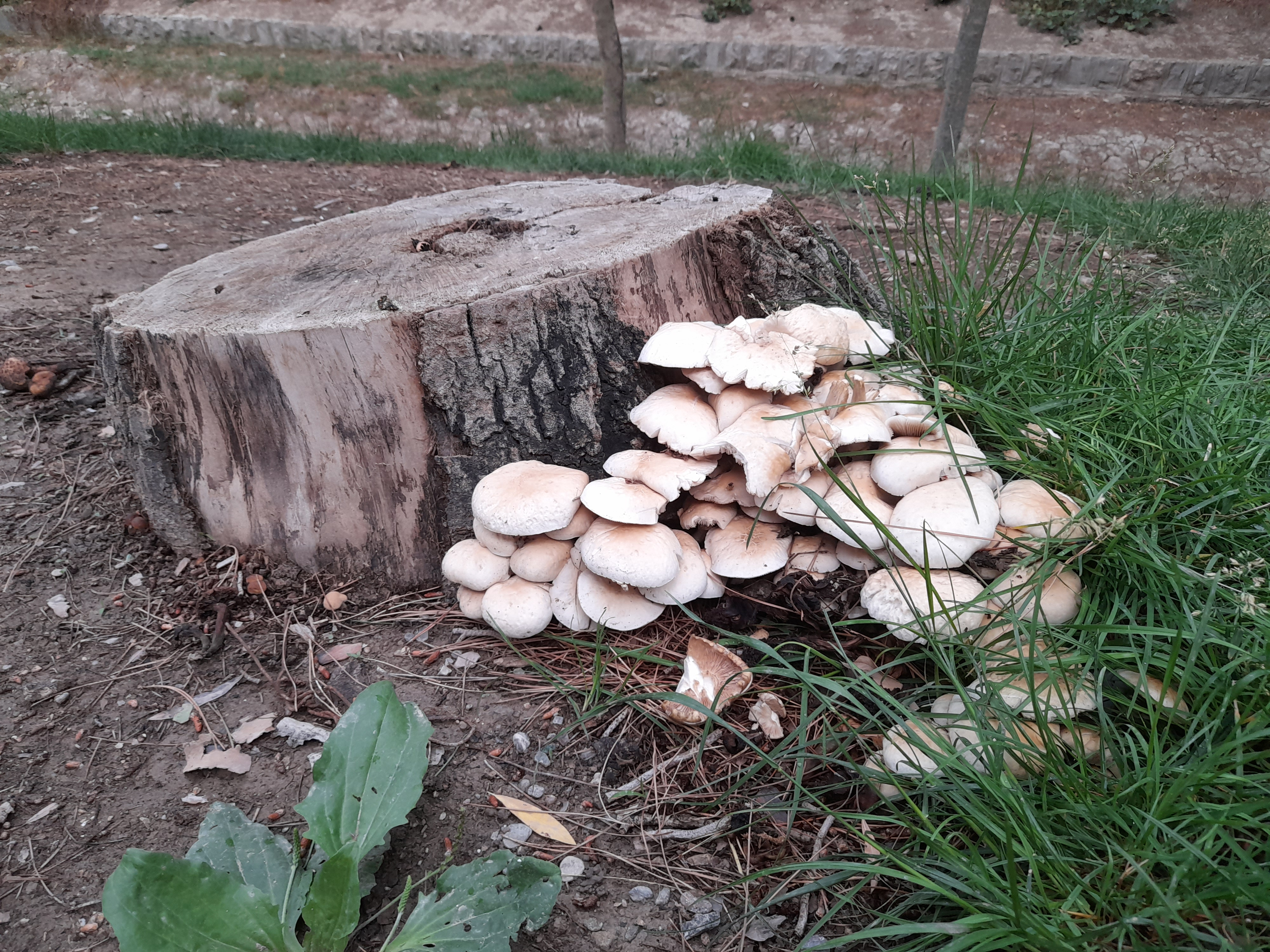
Mushrooms next to the tree

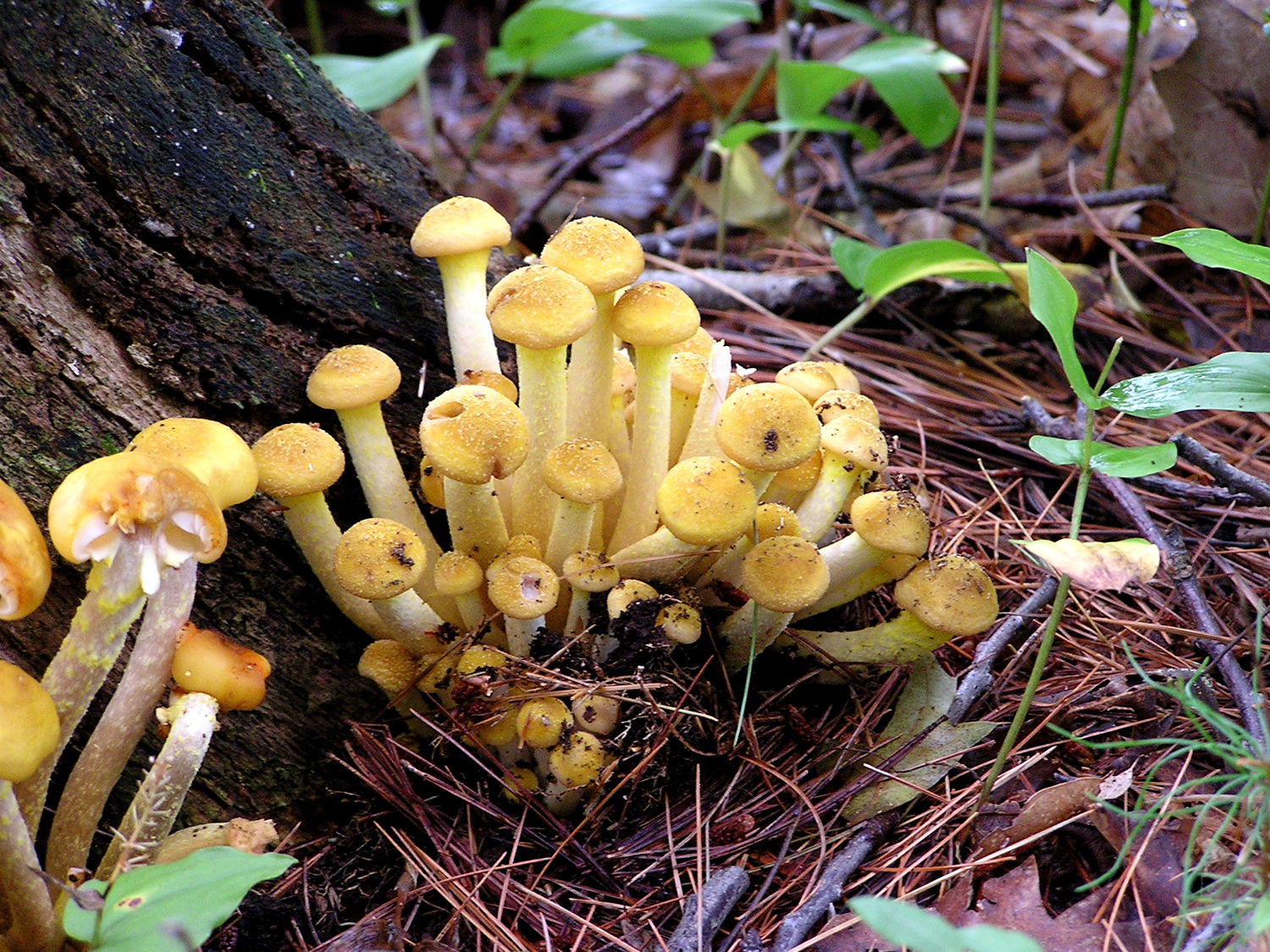
یک خوشه قارچ
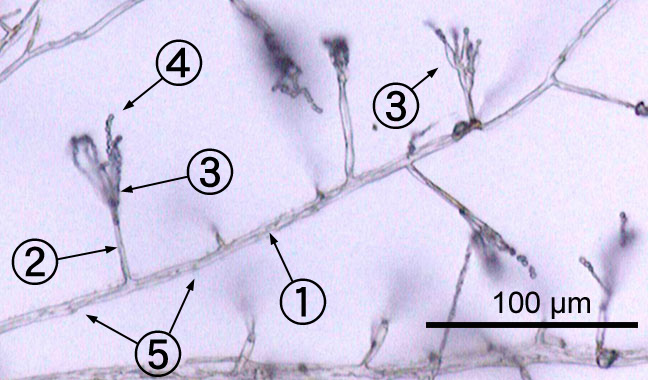
کپک پنی‌سیلین
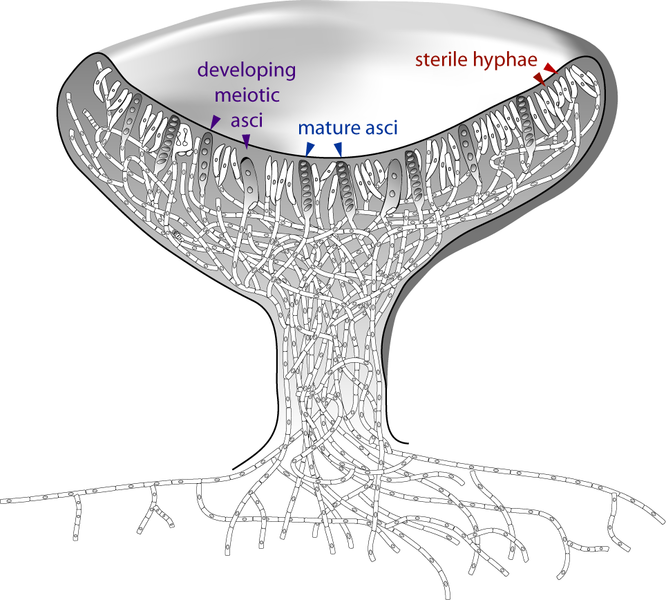
Diagram of an apothecium (the typical cup-like reproductive structure of Ascomycetes) showing sterile tissues as well as developing and mature asci.
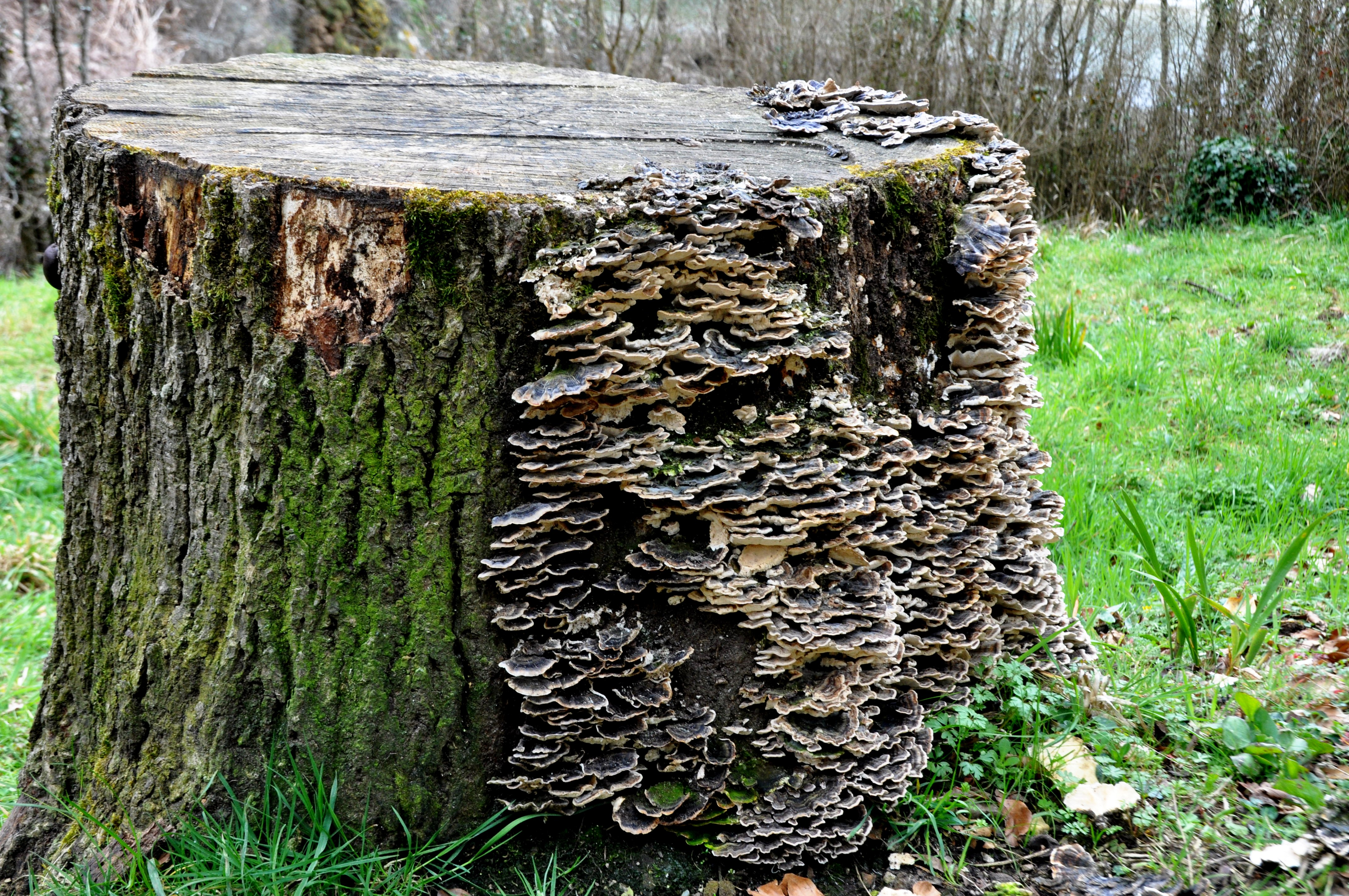
قارچ‌ها روی تنهٔ درخت
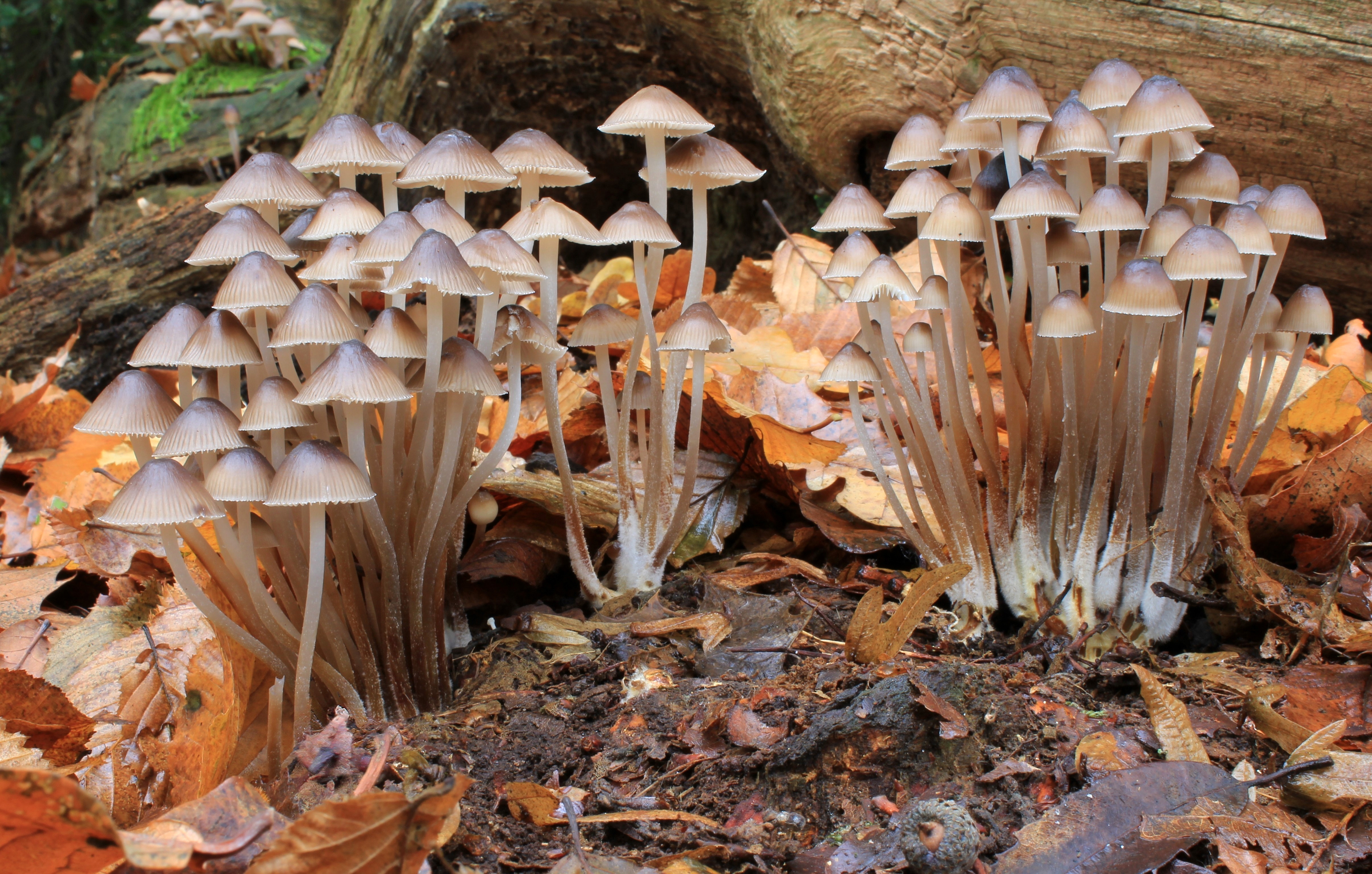
پابلوطی

## هوش قارچی
قارچ‌ها با تشکیل شبکه‌های میکوریزی، ارتباطی پیچیده بین درختان ایجاد می‌کنند که به «Wood Wide Web» معروف است. این شبکه نه تنها مواد مغذی را بین گیاهان منتقل می‌کند، بلکه هشدارهای خطر مانند حمله آفات را نیز به اشتراک می‌گذارد. مطالعات نشان داده‌اند که درختان مادر حتی از این شبکه برای تغذیه نهال‌های جوان استفاده می‌کنند [Nature Ecology & Evolution, 2023].
جالب‌تر اینکه برخی قارچ‌ها مانند Armillaria می‌توانند سیگنال‌های الکتریکی شبیه به سیستم عصبی جانوران تولید کنند. تحقیقات اخیر در Science Advances (2023) نشان می‌دهد که این سیگنال‌ها ممکن است برای هماهنگی رشد و پاسخ به محیط استفاده شوند.

## قارچ‌های غول‌پیکر
قارچ Armillaria ostoyae در اورگون آمریکا با وسعت ۹ کیلومتر مربع و عمر ۲۴۰۰ سال، بزرگ‌ترین موجود زنده زمین محسوب می‌شود. این قارچ با شبکه ریشه‌مانند خود (ریزومورف) به آرامی درختان را آلوده و از بین می‌برد [Proceedings of the Royal Society B, 2023].
این قارچ‌ها می‌توانند در برابر آتش‌سوزی‌های جنگلی مقاومت کنند و حتی پس از تخریب سطحی، دوباره رشد کنند. دانشمندان در حال مطالعه این مکانیسم‌ها برای توسعه مواد مقاوم به حرارت هستند [Frontiers in Microbiology, 2024].

## مقاومت در شرایط سخت
برخی قارچ‌ها مانند آسپرژیلوس نایجر در ایستگاه فضایی بین‌المللی (ISS) پرورش یافته‌اند و تحت تابش شدید کیهانی زنده مانده‌اند. این قارچ‌ها حتی در خلأ نیز اسپور تولید می‌کنند، که آنها را به کاندیدای مناسبی برای تحقیقات حیات در مریخ تبدیل کرده است [Astrobiology, 2023].
در سال ۲۰۲۴، ناسا آزمایشی انجام داد که نشان داد قارچ‌های کلادوسپوریوم می‌توانند روی سنگ‌های بازالت مریخ رشد کنند. این کشف می‌تواند راه را برای تولید اکسیژن و تجزیه مواد معدنی در پایگاه‌های مریخی آینده هموار کند. پژوهشگران معتقدند قارچ‌ها می‌توانند به عنوان مهندسان اکوسیستم در سیارات دیگر عمل کنند [Scientific Reports, 2024].

## کنترل ذهن میزبان
قارچ Ophiocordyceps unilateralis با آلوده کردن مورچه‌ها، رفتار آنها را تغییر می‌دهد و آنها را وادار به بالا رفتن از گیاهان می‌کند. این قارچ سپس از بدن میزبان برای پراکندگی اسپورهایش استفاده می‌کند. تحقیقات نشان داده‌اند که این قارچ سیستم عصبی مورچه را دستکاری می‌کند [PLOS Pathogens, 2023].
گونه‌ای مشابه به نام Ophiocordyceps sinensis (کرم یخچالی) در طب سنتی تبتی استفاده می‌شود. دانشمندان در حال بررسی این هستند که آیا ترکیبات این قارچ می‌تواند سیستم ایمنی انسان را نیز تحت تأثیر قرار دهد یا خیر [Journal of Ethnopharmacology, 2023].

## روشنایی طبیعی
قارچ‌های زیست‌تاب مانند Mycena lux-coeli در جنگل‌های آمازون یافت می‌شوند و نور سبز-آبی ساطع می‌کنند. این پدیده ناشی از واکنش شیمیایی بین آنزیم لوسیفراز و مولکول لوسیفرین است [Biochemical Journal, 2023].
برخی نظریه‌ها نشان می‌دهند که این نور ممکن است حشرات را جذب کند تا اسپورها را پخش کنند، در حالی که برخی دیگر معتقدند این نور برای دفع شکارچیان است. تحقیقات جدید در Nature (2024) نشان داده که این قارچ‌ها ممکن است از نور برای ارتباط با یکدیگر استفاده کنند.

## پاک‌کننده محیط زیست
گونه‌ای از قارچ‌ها به نام Pleurotus ostreatus (قارچ صدفی) توانایی تجزیه نفت خام و پلاستیک‌ها را دارد. این قارچ‌ها آنزیم‌هایی تولید می‌کنند که پیوندهای شیمیایی آلاینده‌ها را می‌شکنند [Bioresource Technology, 2023].
در پروژه‌ای در اکوادور، از این قارچ‌ها برای پاکسازی خاک‌های آلوده به نفت استفاده شد و نتایج نشان داد که تا ۹۰٪ آلودگی در مدت ۶ ماه کاهش یافته است. این روش به عنوان یک جایگزین سبز برای پاکسازی شیمیایی مطرح شده است [Environmental Science & Technology, 2024].